# Sol (nốt nhạc)

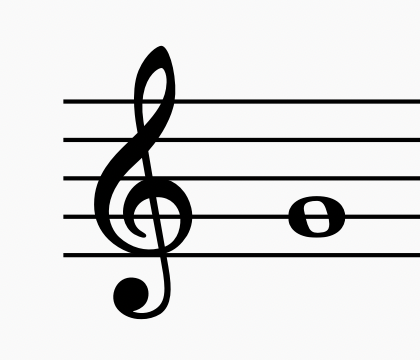
Nốt Sol 4 (G4) biểu diễn theo Khóa Sol

Trong giới hạn của cao độ, Sol, Son, Xon hay G (tiếng Anh là Sol) là nốt thứ năm trong của phần cố định quy mô Do-Solfege và của âm giai Đô trưởng. Nốt sát âm dưới là F (đọc là Fa), sát âm trên là A (đọc là La). Khoảng trùng âm của nốt Sol là F (đọc là Fa hai thăng, Fa thăng kép) hoặc A (đọc là La hai giáng, La giáng kép), mà theo định nghĩa là giảm một nửa cung Sol thăng - A♯ (tức La giáng - A♭) hoặc tăng một nửa cung Fa thăng - F♯ (tức Sol giáng - G♭).
Nốt Sol là chất liệu sàng tác âm nhạc chính của các cung Sol trưởng và Sol thứ.
Nốt Sol thứ tư trên phím đàn piano (G4), có tần số khoảng 391,995 Hertz được sử dụng để làm nốt tham chiếu cho Khoá Sol (tiếng Anh là G-clef).

## Âm giai

### Các âm giai phổ biến khởi đầu bằng nốt Sol
- Sol trưởng: G A B C D E F♯ G
- Sol thứ: G A B♭ C D E♭ F G
- G thứ Harmonic: G A B♭ C D E♭ F♯ G
- G thứ Melodic tăng dần (Ascending): G A B♭ C D E F♯ G
- G thứ Melodic giảm dần (Descending): G F E♭ D C B♭ A G

### Thang âm nguyên
- G Ionian: G A B C D E F♯ G
- G Dorian: G A B♭ C D E F G
- G Phrygian: G A♭ B♭ C D E♭ F G
- G Lydian: G A B C♯ D E F♯ G
- G Mixolydian: G A B C D E F G
- G Aeolian: G A B♭ C D E♭ F G
- G Locrian: G A♭ B♭ C D♭ E♭ F G

### Âm giai ngũ cung
- G truyền thống Trung Hoa: G B♭ C D F G
- G Pelog bem: G A♭ D♭ D E♭ G
- G Pelog bagang: G A D♭ D E G
- G Pelog selesir: G A♭ B♭ D E♭ G

### Jazz melodic minor
- G Ascending Melodic Minor: G A B♭ C D E F♯ G
- G Dorian ♭2: G A♭ B♭ C D E F G
- G Lydian Augmented: G A B C♯ D♯ E F♯ G
- G Lydian Dominant: G A B C♯ D E F G
- G Mixolydian ♭6: G A B C D E♭ F G
- G Locrian ♮2: G A B♭ C D♭ E♭ F G
- G Altered: G A♭ B♭ C♭ D♭ E♭ F G